# Eupithecia dubiosa
Eupithecia dubiosa es una especie de polilla de la familia Geometridae. La especie fue descrita por primera vez por Karl Dietze habiendo sido descrita en 1910, con distribución en la región del Mediterráneo oriental. Un lectotipo fue descrito en los alrededores de la playa Tarbaja en Beirut. Es una polilla pequeña con un envergadura de 18 milímetros (0,7 plg).

## Distribución
La polilla ha sido descrita en los alrededores de Pafos, Chipre y en el Levante mediterráneo. Otros ejemplares han sido descritas en las proximidades de Nahal Kziv y Nahal Amud, Eilon a lo largo de la Línea azul, todos en Israel.